# Klojen (plaats)
Klojen is een bestuurslaag in het regentschap Malang van de provincie Oost-Java, Indonesië. Klojen telt 5570 inwoners (volkstelling 2010).